# 오마르 브라보
오마르 브라보 트로데시야스(스페인어: Omar Bravo Tordecillas, 1980년 3월 4일 ~ )는 멕시코의 전 축구 선수이자 현 축구 지도자로 포지션은 공격수였으며 현재 미국의 3부 리그인 전미 독립 축구 협회의 애리조나 몬순 사령탑을 맡고 있다.

## 축구인 경력

### 클럽 경력
2001년 과달라하라에서 프로 경력을 시작하였으며 2월 17일 티그레스 UANL을 상대로 데뷔전을 치렀다. 2002-03 시즌 전반기 리그부터 주전으로 활약하기 시작하였으며 2006-07 시즌엔 후반기 리그 득점왕을 차지하였다. 2007 CONCACAF 챔피언스리그에서도 득점왕을 차지하였으나 팀은 아쉽게 준우승에 머물렀다. 2008년 4월 26일 푸에블라와의 경기에선 본인의 통산 100호골을 기록하였다.
2008년 5월 22일 데포르티보 라코루냐로 이적하였다. 8월 31일 레알 마드리드와의 경기에서 데뷔전을 치렀고 12월 8일 말라가를 상대로 데뷔골을 기록하였다. 하지만 시즌 종료까지 리그 9경기 출전에 그쳤고 티그레스 UANL로 임대 이적하였다. 2009년 여름 전 소속팀인 과달라하라로 이적하였다.
2011년 미국의 스포팅 캔자스시티로 이적하였다.
2012년 크루스 아술로 이적하며 다시 고국으로 복귀하였다.
2014년 과달라하라로 복귀하여 83경기에 출전, 24골을 기록하였다.
2016년 7월 북미 축구 리그 소속 노스캐롤라이나 FC로 임대이적을 떠났다. 이는 해당 클럽 역사상 최초의 멕시코 선수로 기록되는 일이었다.

### 국가대표 경력
2002년 A매치 데뷔전을 치렀다. 이후 2009년까지 대표팀에서 활약하며 2006년 독일 월드컵에 출전하여 2골을 기록하였으며 골드컵에도 4회 출전하여 2회의 우승에 기여하였다.
2004년엔 아테네 올림픽 남자 축구 부문에 출전하였다.